# 尼克斯级通报舰
尼克斯级通报舰是19世纪50年代早期普鲁士海军设计建造的两艘通报舰，分别是“尼克斯”号和“沙罗曼蛇”号。在第一次石勒苏益格战争后，由于意识到薄弱的舰队无法挑战丹麦对普鲁士和德国港口实施封锁的能力，这两舰于是在普鲁士的阿达尔贝尔特王子敦促下作为一项旨在加强舰队的适度计划的一部分而被下单订购。这些船只是浅吃水的小型船只，因为它们打算在靠近海岸的地方保卫普鲁士的海岸线。这两艘船在1855年被出售给英国皇家海军以换回巡航舰“忒提斯”号之前都没有在普鲁士海军中进行重要的服役。出售给英国方面后，两舰分别被更名为“威悉河”号（HMS Weser）和“新兵”号（HMS Recruit），前者在1855年晚些时候参加了黑海的克里米亚战争。之后两舰几乎没有什么活动，“新兵”号1861年就被闲置了，“威悉河”号也紧随其后也在1865年退役。1870年，“新兵”号被卖给了英国商船队，而“威悉河”号在1873年被拆解。

## 设计
在1848年第一次石勒苏益格战争的初期，普鲁士的阿达尔贝特王子意识到普鲁士海军的实力相比于丹麦海军的弱小。这促使他寻求增加海军的预算。而丹麦海军带来的海上封锁迫使普鲁士政府征用了像“普鲁西切尔·阿德勒”号这样的邮政蒸汽船来保护德国商船。在1848年8月停战后，普鲁士海军被迫解散，同时也放弃了这些被征用的民用船只，但阿达尔贝特王子仍未放弃推动加强海军实力的努力。
阿达尔贝特最初设想的是能够在浅海沿岸水域运作的平底蒸汽炮舰。他向德国的克拉威特和德夫里恩特船厂以及英国的罗宾逊和拉塞尔公司提交了设计需求。因后者比德国建造商更有经验，所以阿达尔贝特最终将合同授予了罗宾逊和拉塞尔公司。阿达尔贝特和英国海军建筑师约翰·史考特·罗素约定建造两艘铁质船体的小型通报舰。这一设计的两端都有能双向操控的舵，而船体线条也应该允许船只向前行进或向后倒车。这种明轮船的设计工作于1849年完成，并于1850年获得批准，当年3月付款后腓特烈·威廉四世国王批准了阿达尔贝特提出的将这两舰命名为“尼克斯”号和“沙罗曼蛇”号的意见。与罗宾逊和拉塞尔公司签订的合同还包括在英国方面的协助下在普鲁士本土建造更大的明轮船“但泽”号。

### 诸元
尼克斯级的水线长度为53.05米（174英尺1英寸），全长为53.85米（176英尺8英寸），船体宽度为7.2米（23英尺7英寸），桨轮宽度为12.4米（40英尺8英寸）。设计排水量为389 t（383 long ton），满载排水量为430 t（420 long ton），吃水深度为2米（6英尺7英寸）。设计吃水深度非常浅是为了让船只能够在普鲁士海岸的浅水区巡航。两舰的铁质船体采用横向铁框架和木质甲板。船体被分为十三个水密隔舱，并且有贯穿整个船底的双层底设计。
这些船只由两台双缸单胀式船用蒸汽机驱动位于船体中部两侧的两具桨轮。每具桨轮上各有十四枚桨叶，直径为5米（16英尺）。蒸汽由四个锅炉提供，废气分别通过两根烟囱排出。锅炉分为两个锅炉室，一个在机舱前部，另一个在后部。两舰的推进系统额定功率为600匹公制馬力（592匹指示馬力），最高速度为13節（24每小時；15英里每小時）。以10節（19每小時；12英里每小時）的速度航行时，两舰可以续航2,500海里（4,600；2,900英里）。为了补备蒸汽动力，舰上还携带了一套包括两根桅杆的帆装，每根桅杆上配有一块方帆和一块下帆，以及一块前风帆。总帆面积约为350 m2（3,800 sq ft）。为保护推进机械，煤炭仓位于发动机和锅炉室的两侧，而铁质船体也会增加船只的抗损伤能力。
舰上常规配备4名军官以及70名水手。船身转向由分别安装在舰首和舰尾的舵来控制，两具舵都可以固定。两舰的稳定性较强，但转弯半径较大以至于在航行时根本无法良好操控。舰上的武备包括4门25磅迫击炮，最初设计时还计划有4门12磅短管炮，但实际这几门炮从未被安装过。

## 舰只
| 舰名                   | 建造者             | 开建   | 下水   | 完工          |
| ---------------------- | ------------------ | ------ | ------ | ------------- |
| “尼克斯”号（德語：SMS Nix）   | 罗宾逊和拉塞尔公司 | 1850年 | 1850年 | 1851年7月29日 |
| “沙罗曼蛇”号 | 罗宾逊和拉塞尔公司 | 1850年 | 1850年 | 1851年7月1日  |

## 服役历史
“沙罗曼蛇”号首先完工，在1850年12月开始进行海上试航并在当月底横渡北海。但该舰很快就在1851年1月在斯德丁退出现役，并在那里服预备役。1851年4月该舰被重新启用，以将“尼克斯”号从奥得河口的搁浅处拖出。由于船员对操作蒸汽船的不熟悉，以及尼克斯级自身设计上的缺陷（主要是因为木制的锅炉舱），两舰在服役期间发生了一系列与锅炉有关的火灾事故。最终这两舰在普鲁士的服役时间很短。整个服役期间，两舰参加了有限的训练演习，并运送普鲁士贵族成员，包括阿达尔贝特亲王和腓特烈·威廉四世国王在波罗的海上进行巡航。此外的时间大多处于闲置状态。在1853年6月，“沙罗曼蛇”号由于船员爆发霍乱疫情而不得不退役。
到了1854年底，普鲁士海军确信这两艘舰对他们毫无用处，于是被安排与英国皇家海军进行交易，以确保能换回风帆护卫舰“忒提斯”号。两舰于当年11月离开但泽，在前往英国的途中于亚德湾参加了威廉港海军基地的成立仪式。后来，两舰由于汉诺威王国拒绝经不莱梅前往英国并补充燃煤，而与之发生了一起小规模的外交事件。抵达英国后，两舰于1855年1月12日正式被移交给英国皇家海军。
随后，两舰分别更名为“威悉河”号和“新兵”号，并在经过简短的翻新后被派往地中海。“威悉河”号在同年晚些时候在克里米亚战争中与俄罗斯军队交战。10月11日，该舰的指挥官约翰·埃德蒙·康梅雷尔和副舰长威廉·托马斯·里卡德在亚速海发动了一次突袭行动，并因此被授予维多利亚十字勋章。该舰于10月17日参加了金伯恩战役。之后，两舰都没有在英国舰队中参与重大行动，而是在马耳他的瓦莱塔停泊数年。“威悉河”号在1859年至1861年进行了翻新，但在1865年被退役后并没有参与重大任务，最终于1873年被卖给了拆船厂。与此同时，“新兵”号于1861年被停用。该船于1870年被卖给商船公司，并于1878年成为开普敦的的一座火药库。

## 脚注

### 引文
1. ↑  全国科学技术名词审定委员会（2019年），第68页
2. ↑  李昊 (2019)，第70頁.
3. ↑  劳伦斯 (2013)，第51頁.
4. 1 2  李昊 (2019)，第273頁.
5. 1 2 3  Hildebrand, Röhr, & Steinmetz Vol. 6，第162頁.
6. ↑  Sondhaus (1997)，第39–43頁.
7. ↑  劳伦斯（2013年），第36页
8. ↑  顾仁敖（1997年），第550页
9. 1 2 3 4 5 6 7 8  Gröner (1990)，第82頁.
10. ↑  Hildebrand, Röhr, & Steinmetz Vol. 6，第162–163頁.
11. ↑  Hildebrand, Röhr, & Steinmetz Vol. 7，第98頁.
12. 1 2  Hildebrand, Röhr, & Steinmetz Vol. 6，第163頁.
13. ↑  Hildebrand, Röhr, & Steinmetz Vol. 7，第98–99頁.
14. ↑  Hildebrand, Röhr, & Steinmetz Vol. 7，第99頁.
15. ↑  Heathcote (2002)，第53頁.
16. ↑  . Shipping and Mercantile Gazette (10,110) (British Newspaper Archive). 19 January 1870: 4  [21 February 2021].
17. ↑  . London: Lloyd's Register of Shipping. 1878  [21 February 2021].